# Lars-Erik Ahlberg
Lars-Erik Ahlberg, född 5 juni 1934, är en svensk före detta fotbollsspelare. Han spelade fyra landskamper för Sveriges landslag mellan 1957 och 1966.

## Karriär
Ahlberg började spela fotboll i Höganäs BK. Han debuterade som 15-åring i den näst högsta serien. Mellan åren 1955 och 1967 spelade Ahlberg 251 allsvenska matcher och gjorde 25 mål för Helsingborgs IF.
Ahlberg avslutade sin karriär som spelande tränare under två år i Västerås SK och därefter ett år som enbart tränare. Därefter var han även tränare för Perstorps SK i samband med sitt jobb som brandchef på Perstorps AB.